# Hunan
Hunan (fil) (kortform: Xiang) är en provins i centrala Kina. Den har en yta på 211 800 km² och totalt 65 683 722 invånare (2010). Provinshuvudstad är Changsha.  Provinsens namn betyder ordagrant "söder om sjön", vilket syftar på provinsens läge söder om Dongtingsjön.

## Geografi
Hunan är beläget söder om den stora sjön Dongting, i vilken provinsens största floder,
Yuanfloden från väster och Xiangfloden från söder utfaller. Med undantag av trakten närmast omkring ovannämnda sjö är landet övervägande bergigt, men synnerligen fruktbart. Dess jordbruksprodukter är spannmål, ris, apelsiner, citroner, te, bomull och kamfer. Bergen är delvis skogklädda.
Hela sydöstra delen av provinsen är ett enda stort kolfält, som sträcker sig över en yta av 56 000 km2. Dessutom finns guld, järn, av vilket ett utmärkt stål framställs, koppar, tenn, bly och
cinnober. 

## Historia
Provinsens tidiga historia är höljd i dunkel, men av allt att döma var provinsen först befolkad av förfäderna till dagens minoritetsfolk miao, tujia, dong och yao. Området blev en del av den kinesiska historien när det införlivades med det mäktiga Chu-riket som var en vasall till Zhou-kungarna i Henan. I samband med att Qindynastin enade Kina på 220-talet f.Kr. blev området en del av det kinesiska kulturområdet.
Hunan blev en del av Huguang-provinsen tillsammans med Hubei under Qingdynastin. 1664 blev Hunan en egen provins och 1723 fick det sitt nuvarande namn, vilket syftar på dess läge söder om Dongtingsjön.
Hunan var länge ett bakvatten i den kinesiska historien, men fick en framträdande roll i samband med Taipingupproret (1850-64), då ämbetsmannen Zeng Guofan organiserade en frikår i provinsen för att bekämpa rebellerna. Många som tjänstgjort i Zengs stab, som Zuo Zongtang, fick sedan tjänster i centralregeringen i Peking och utövade ett viktigt inflytande över den sena Qingdynastins politik. Hunan var också centrum för flera främlingsfientliga rörelser som främst riktade sig mot utländska missionärer. I slutet av 1800-talet ledde generalguvernören Zhang Zhidong en reformrörelse som syftade till att modernisera provinsen.
Efter Qingdynastins fall i Xinhairevolutionen 1911 var Hunan säte för flera krigsherrar som försökte hävda sin regionala makt mot centralregeringen.
Mao Zedong föddes år 1893 i Hunan och provinsen är intimt sammanknippad med Mao och kommunistpartiets uppstigande till makten. Det var i Hunan som Mao ledde det misslyckade Höstskördeupproret 1927 och det var i gränstrakterna till provinsen Jiangxi som Mao och andra kommunister byggde upp sin gerillarörelse. Många av KKP:s ledare kom från provinsen som Liu Shaoqi, Peng Dehuai och He Long.
Under Andra kinesisk-japanska kriget lydde Hunan inledningsvis under Chiang Kai-sheks regering i Chongqing, men erövrades av japanerna under Operation Ichi-Go april-december 1944 med stora förluster i människoliv.

## Kultur
Provinsen är känd för Hunanköket, som är främst känt för sin rikliga användning av chilipeppar. Hunan-provinsen har också en egen dialekt, xiang, som talas av stora delar av befolkningen.

## Administrativ indelning
Hunan indelat i 14 enheter på prefekturnivå, varav 13 är städer på prefekturnivå och den sista är en autonom prefektur. 
| Karta                       | Nr                                   | Namn                   | Administrativt säte                                   | Kinesiska Pinyin | Befolkning (2010) |
| --------------------------- | ------------------------------------ | ---------------------- | ----------------------------------------------------- | ---------------- | ----------------- |
|                             |                                      |                        |                                                       |                  |                   |
| — Städer på prefekturnivå — |                                      |                        |                                                       |                  |                   |
| 1                           | Changsha                             | Tianxin-distriktet     | 长沙市 Chángshā shì                                   | 7 044 118        |                   |
| 2                           | Changde                              | Wuling-distriktet      | 常德市 Chángdé shì                                    | 5 747 218        |                   |
| 3                           | Chenzhou                             | Beihu-distriktet       | 郴州市 Chénzhōu shì                                   | 4 581 778        |                   |
| 4                           | Hengyang                             | Yanfeng-distriktet     | 衡阳市 Héngyáng shì                                   | 7 141 462        |                   |
| 5                           | Huaihua                              | Hecheng-distriktet     | 怀化市 Huáihuà shì                                    | 4 741 948        |                   |
| 6                           | Loudi                                | Louxing-distriktet     | 娄底市 Lóudǐ shì                                      | 3 785 627        |                   |
| 7                           | Shaoyang                             | Shuangqing-distriktet  | 邵阳市 Shàoyáng shì                                   | 7 071 826        |                   |
| 8                           | Xiangtan                             | Yuetang-distriktet     | 湘潭市 Xiāngtán shì                                   | 2 748 552        |                   |
| 9                           | Yiyang                               | Heshan-distriktet      | 益阳市 Yìyáng shì                                     | 4 313 084        |                   |
| 10                          | Yongzhou                             | Lengshuitan-distriktet | 永州市 Yǒngzhōu shì                                   | 5 180 235        |                   |
| 11                          | Yueyang                              | Yueyanglou-distriktet  | 岳阳市 Yuèyáng shì                                    | 5 477 911        |                   |
| 12                          | Zhangjiajie                          | Yongding-distriktet    | 张家界市 Zhāngjiājiè shì                              | 1 476 521        |                   |
| 13                          | Zhuzhou                              | Tianyuan-distriktet    | 株洲市 Zhūzhōu shì                                    | 3 855 609        |                   |
| — Autonom prefektur —       |                                      |                        |                                                       |                  |                   |
| 14                          | Xiangxi (för Tujia- och Miao-folken) | Jishou                 | 湘西土家族苗族自治州 Xiāngxī tǔjiāzú miáozú zìzhìzhōu | 2 547 833        |                   |

## Politik
Den politiska makten i Hunan utövas officiellt av provinsens folkregering, som leds av den regionala folkkongressen och guvernören i provinsen. Dessutom finns det en regional politiskt rådgivande konferens, som motsvarar Kinesiska folkets politiskt rådgivande konferens och främst har ceremoniella funktioner. Provinsens guvernör sedan 2020 Mao Weiming.
I praktiken utövar dock den regionala avdelningen av Kinas kommunistiska parti den avgörande makten i Hunan och partisekreteraren i regionen har högre rang i partihierarkin än guvernören. Sedan 2021 heter partisekreteraren Zhang Qingwei.